# 프테리기난드룸과
프테리기난드룸과(Pterigynandraceae)는 털깃털이끼목에 속하는 이끼과의 하나이다. 좁은실덩굴이끼 (Heterocladium angustifolium), 고산가는실이끼 (Iwatsukiella leucotricha) 등을 포함하고 있다.

## 하위 속
- Habrodon
- Heterocladium
- Iwatsukiella
- Myurella
- Pterigynandrum
- Trachyphyllum